# Partidul Național Maghiar din România
Partidul Național Maghiar din România (în maghiară Országos Magyar Párt, acronim OMP), pe scurt Partidul Maghiar, a fost în perioada interbelică formațiunea politică a maghiarilor din România. Președintele formațiunii a fost Sámuel Jósika.
La alegerile din 1922 a obținut trei mandate de deputat și 3 de senator, la alegerile din 1926 a obținut 14 mandate de deputat și 12 mandate de senator, la cele din 1927 9 mandate de deputat și 1 mandat de senator, în 1928 16 mandate de deputat și 6 mandate de senator, la alegerile din 1931 10 mandate de deputat și 6 mandate de senator, la cele din 1932 a avut 14 deputați, 3 senatori, la cele din 1933 9 deputați și 3 senatori, iar în 1937 19 deputați și 3 senatori.